# Scene di un'amicizia tra donne
Scene di un'amicizia tra donne (Lumière) è un film del 1976 diretto da Jeanne Moreau.